# Kupreški radio
Kupreški radio je regionalna radio postaja čije je sjedište u općini Kupres. Emitira na hrvatskom jeziku. Slogan je "Informativni i glazbeni radio".
U početku je Radio Kupres emitirao svega 3 sata programa i nisu imali diplomiranih novinara.
U Kupreškom radiju šest je stalnih zaposlenika i ima nekoliko dopisnika iz regija iz cijele BiH. Svoj program emitira na hrvatskom jeziku u više od 20 općina u BiH od kojih su najbolje pokrivene Uskoplje, Jajce, Livno, Kupres, Tomislavgrad, Bugojno, Travnik, Novi Travnik, Vitez, Rama, Bosansko Grahovo, Kiseljak, Donji Vakuf, Busovača, Zenica. Postaja je s potencijalnim slušateljstvom od 500.000 slušatelja.
Kupreški radio emitira na 3 frekvencije i 4 odašiljačka sustava:
- Uskoplje (kota "Zekina Gruda") snagom odašiljača od 0,5 KW na frekvenciji 89,70 MHz FM,[1]
- Kupres (kota "Stožer-Vrana") snagom odašiljača 1 KW na frekvenciji 90,50 MHz FM,[1]
- Livno (kota "Ivovik") snagom odašiljača 0,5 KW na frekvenciji 107,50 MHz FM i[1]
- Travnik (kota "Bukovica") na frekvenciji 90,50 MHz FM[1]

Slušateljstvu je ponuđen program informacija i domaće i inozemne pop-rock glazbe, starije i novije.

## Vanjske poveznice
- Kupreški radio

- Kupreški radio  Arhivirana inačica izvorne stranice od 2. srpnja 2017. (Wayback Machine) Logo
- Facebook Kupreški radio